# LGBTQ&A
LGBTQ&A est un podcast animé par Jeffrey Masters depuis 2016 et produit par The Advocate en partenariat avec GLAAD. Ses épisodes sont des entretiens avec des personnalités LGBTQ de milieux variés : politique, activisme, divertissement…

## Nom
Le nom est formé de l’acronyme LGBTQ et de l’acronyme anglais Q&A, pour "questions et réponses" qui fait référence au format de l’entretien choisi pour le podcast.

## Historique
La création du podcast correspond à la volonté de Jeffrey Masters de documenter l’histoire moderne LGBT, notamment les acteurs encore vivants des luttes du XXe siècle. Il recueille ainsi les derniers entretiens de plusieurs personnalités américaines, dont Charles Silverstein (en), Ivy Bottini, Gloria Allen (en) et Darcelle XV.
En 2018, The Advocate devient partenaire du podcast, rejoint par GLAAD en tant que co-partenaire à partir de 2020 .
En 2020, au bout de quatre ans d’existence, 150 épisodes ont été publiés ; le 150e invite Ann Northrop (en) pour évoquer le rôle de la communauté lesbienne au sein d’ACT UP dans le contexte de la lutte contre le SIDA dans les années 80 et 90. La barre des 250 épisodes est atteinte en 2024. Parmi ses invités figurent Asia Kate Dillon, Cleve Jones, Ross Mathews, Nico Tortorella, Janelle Monáe, Wilson Cruz, Trixie Mattel, Laverne Cox, Brandi Carlile, Angela Davis, Lucia Lucas, Lili Reinhart, Tammy Baldwin, Pete Buttigieg, et son mari Chasten (en).
LGBTQ&A a figuré dans des listes de recommendations de plusieurs médias grand public comme Buzzfeed, The New York Times, iHeart ou encore NBC.

## Animateur
Jeffrey Masters est journaliste, il a travaillé ponctuellement pour NPR.org, et depuis 2022 pour WNYC. Il remporte en 2021 avec une équipe de The Advocate le prix du meilleur article de presse décerné par GLAAD. Il est remarqué pour sa curiosité et son attention portée au passé de ses invités, ce qui lui permet d’orienter le podcast sur des moments marquants de leurs vies, sans se limiter aux histoires de coming out.

## Distinctions
LGBTQ&A fait partie des nommés dans la catégorie meilleur podcast des GLAAD Media Awards en 2023.